# Internacional (álbum)
Internacional (2010) es el cuarto CD lanzado por el grupo francés de reggae, Kana, el 27 de septiembre de 2010. Podemos ver que el grupo sigue con su estilo fresco de reggae e imponiendo los temas de la actualidad como en "La tendresse", "Sans Les Moyens" y otros. Sus mayores éxitos son "Belle Aurore" y por supuesto, el tema que lleva el nombre del CD, "Internacional". Un mes antes de que el disco fuera lanzado al mercado, fue puesto en libertad un video en varias páginas de internet, un tráiler promocionando el nuevo disco. Por medio de su página principal, se informa que están trabajando en nuevos proyectos, para así satisfacer a sus fanes.

## Lista de canciones
- 01. Demain Dans Les Etoiles (04:28)
- 02. Contrabandista (03:36)
- 03. Maman (04:12)
- 04. Take Me Over (04:22)
- 05. La Tendresse (04:38)
- 06. Hopefully (03:55)
- 07. Belle Aurore (03:56)
- 08. Sans Les Moyens (04:47)
- 09. Nouveau Systeme (Rebellion Mystique) (03:53)
- 10. Internacional (03:52)
- 11. I'n't Go Bundem (04:03)
- 12. Debout Jamais Couché (04:14)
- 13. Real Evolution (03:47)
- 14. Concerto En Mi Mineur Pour Piano Et Instruments A Vent (05:05)

- Datos: Q5919022